# Chelkhet Tiyab
Chelkhet Tiyab är en kommun i departementet M'Bout i regionen Gorgol i Mauretanien. Kommunen hade 8 306 invånare år 2013.